# Elie Luzac
Pour les articles homonymes, voir Luzac.
Elie Luzac (Noordwijk, 19 octobre 1721 – Leyde, 11 mai 1796) est un jurisconsulte, écrivain, philosophe, éditeur, imprimeur et libraire néerlandais.

## Biographie

### Sa vie
Elie Luzac junior est né le 19 octobre 1721 à Noordwijk, aux Pays-Bas. Il était le fils d'Elie Luzac senior et Anne-Marie Cabrolle. Il s'est marié trois fois: le 3 novembre 1750 avec Ernestine Auguste Treu (d'Altona) auprès de laquelle il a eu, en 1751 une fille, Anne Marie Dorothée. Malheureusement, sa femme est morte en couches. Elie junior s'est ensuite marié le 26 juin 1763, avec Marie Massuet, fille du célèbre médecin d'Amsterdam et journaliste Pierre Massuet. En 1766, elle donne naissance à un enfant: Anne Luzac. Peu de temps après, Marie Massuet meurt. Après avoir été veuf pendant quatorze ans, Elie Luzac épouse, le 2 avril 1780, Geertruy in't Hout, veuve du professeur de musique à Leyde, Johan Anthonie Carbrijn. Elle avait déjà une fille : Maria Geertruy in't Hout. Elie Luzac meurt le 11 mai 1796 à Leyde, et est enterré dans l'ancienne Vrouwenkerk (église des Dames) à Leyde. Elie Luzac est un membre de l'église wallonne de Leyde.

### Ses origines et sa famille
Elie Luzac est issu d'une famille de réfugiés huguenots français, originaire de la région de Bergerac. Sa famille s'est rendue célèbre aux Pays-Bas. L'oncle d'Elie, Étienne Luzac (1706-1787) prend la direction de la Gazette de Leyde en 1738. La Gazette de Leyde est un journal de langue française, fondé en 1680 par le français Jean de la Font, en exil aux Pays-Bas. La Gazette de Leyde est ensuite reprise par son autre oncle d'Elie, l'éditeur Jean Luzac (1702-1783). Ce journal trouve des lecteurs auprès des élites européennes, et jouit d'une grande réputation durant cette période. À partir de 1772, le journal est repris par les cousins d'Elie, Étienne Luzac (1754-1827), et le radical Jean Luzac (1747-1807). Ce dernier a été une figure importante à Leyde pendant la crise de 1785, lorsque des mouvements radicaux se sont opposées aux modérés pour la lutte du pouvoir. En 1785, Jean Luzac devient professeur de droit à l'Université de Leyde.

### Ses études
En 1739, Elie Luzac s'inscrit en tant que «studiosus litterarum» à l'Université de Leyde, où il poursuit ses études pendant les années 1740. Il se définit avant tout comme un «étudiant de la philosophie». Il porte une grande admiration pour la science newtonienne qui lui fut enseignée à Leyde par le professeur Johan Lulofs, successeur du célèbre professeur Willem Jacob's Gravesande. Luzac a développé une relation personnelle et étroite avec Lulofs, et c'est grâce à Lulofs que Luzac a fait la connaissance de l'œuvre du philosophe allemand Christian Wolff.

### L'avocat
Le 6 septembre 1759, Elie Luzac devient avocat et s'inscrit au barreau. Il s'est impliqué dans plusieurs procès. Par exemple, il a défendu les planteurs privés de Berbice (1774-1775), une ancienne colonie néerlandaise en Guyana. Il a également défendu la liberté du commerce, pour le compte de la firme Zeeland Charnock contre la Compagnie néerlandaise des Indes orientales (1788-1792). Un peu plus tard, il assure la défense de l'établissement bancaire d'Amsterdam Hope & Co (1793-1794).

### L'imprimeur, l'éditeur, le libraire
Elie Luzac est également un imprimeur, éditeur et libraire. Après un apprentissage chez son oncle Jean Luzac, Elie commence son activité propre d'imprimerie en 1742. Il jouit rapidement d'une bonne réputation dans le monde de l'édition. 
Une de ses premières éditions a été L'Homme-machine, écrit par Julien Offray de La Mettrie (1747). Le contenu de cette œuvre est rapidement considéré comme explosif, en raison de ses pensées supposées hétérodoxes et spinoziste. Aussitôt après la sortie de cette œuvre, le consistoire de l'Église wallonne de Leyde ordonne à Luzac de retirer toutes les copies du livre et de dénoncer l'auteur. Luzac obtempère, mais sans fournir le nom de l'auteur. Faisant partie des plus hautes autorités de la province de la Hollande, le consistoire joue de son influence pour faire interdire le livre dans le reste de la province hollandaise. Dans l'intervalle, Elie Luzac aide La Mettrie à quitter le pays pour Berlin. Défenseur de la liberté d'expression, il n'en demeure pas moins qu'Elie Luzac est en désaccord avec la pensée matérialiste de La Mettrie, il l'exprime dans le livre L'Homme plus que Machine (1748). C' est également à cette période qu'il écrit l'Essai sur la liberté de produire ses sentiments (1749).
En raison de sa réputation comme éminent libraire, Elie Luzac est invité par le gouvernement de Hanovre à ouvrir une imprimerie et une maison d'édition dans la ville universitaire de Göttingen (1753), en Basse-Saxe. Là, il a publié entre autres titres, les traités de l'Académie des sciences de Göttingen. Après une controverse juridique avec ses supérieurs qui dure 3 ans, il décide de quitter Göttingen à jamais. Dans l'intervalle, il publie la revue scientifique Bibliothèque Impartiale (1750-1758), avec comme rédacteur en chef Jean Henri Samuel de Formey, qui est secrétaire perpétuel de l'Académie des sciences de Berlin, suivi de la publication de la Nederlandsche letter-courant (1759-1763).

### L'écrivain
Luzac faisait partie de la communauté internationale des huguenots éclairés. Il fut un auteur prolifique : jusqu'à sa mort, il s'est prononcé sur presque toutes les questions politiques du dix-huitième siècle. Conservateur, ce fut un théoricien du militarisme orangiste dans les dernières décennies de l'ancien régime néerlandais, en s'opposant paradoxalement à la puissance de la noblesse. Lorsque des mouvements patriotes émergent dans les années 1780, Luzac tente de mettre fin à ce qui constitue à ses yeux une atteinte à la civilisation en rédigeant plusieurs écrits polémiques, tels que les magazines Reinier Vryaarts brieven openhartige (1781-1784), De staatsbeschouwers vaderlandsche (1784-1788), et Vaderlandsche brieven (1784-1788).
On retrouve ses idées sur l'ordre établi et son rejet de la participation du peuple à la politique dans ses écrits Voor de-en nadeelen van den invloed des Volks op de regeering(1788-1789), et dans ses Lettres sur les dangers des réformateurs de la constitution primitive d'un Gouvernement public (1792). Luzac rédige également des commentaires sur L'esprit des Lois de Montesquieu (1759). 
Il est l'un des premiers à réagir au Discours sur l'origine et les fondements de l'inégalité Parmi les Hommes (1755) et au Contrat social (1762) de Jean-Jacques Rousseau : selon lui, les idées de Rousseau ne sont que de pures spéculations. Luzac dénonce le manque de cohérence de sa pensée et son absence de système. Aussi la représentation de Rousseau, en grande partie instinctive, du bonheur de l'Homme dans un état pré-social de nature, fait-elle horreur à Luzac, ainsi que la défense de la souveraineté du peuple. Dans sa Lettre d’un anonyme à monsieur Jean-Jacques Rousseau (1766) et Seconde Lettre d’un anonyme à Monsieur Jean-Jacques Rousseau (1767), Luzac manifeste sa désapprobation.
Les idées de Luzac au sujet de la morale ont été inspirées par les œuvres de Grotius. Avec son édition annotée par Christian Wolff Institutions du Droit de la nature et des gens (1772), Luzac se place lui-même au centre de la discussion sur les mérites de la loi naturelle. Les critiques ont immédiatement salué cette édition comme un chef-d'œuvre.
La raison, la tolérance, la modération et l'harmonie sont des valeurs centrales pour Luzac. Il fait partie du monde des Lumières modérées, et à ce titre, croit en la liberté intellectuelle et s'oppose à l'intolérance du clergé et à la répression gouvernementale.

## Œuvres
- L'Homme plus que Machine (1748)
- Essai sur la liberté de produire ses sentiments (1749)
- Lettre d'un anonyme à Monsieur Jean-Jacques Rousseau (1766)
- Seconde Lettre d'un anonyme à Monsieur Jean-Jacques Rousseau (1767)
- Institutions du Droit de la nature et des gens (1772)
- Du Droit naturel, civil et politique (1796)